# Campionati svizzeri di sci alpino 1974
Ai Campionati svizzeri di sci alpino 1974 furono assegnati i titoli di discesa libera, slalom gigante, slalom speciale e combinata, sia maschili sia femminili; oltre agli sciatori svizzeri poterono concorrere al titolo anche gli sciatori di nazionalità liechtensteinese.

## Risultati
| Specialità      | Uomini        | Donne                 |
| --------------- | ------------- | --------------------- |
| Discesa libera  | René Berthod  | Bernadette Zurbriggen |
| Slalom gigante  | Heini Hemmi   | Lise-Marie Morerod    |
| Slalom speciale | Walter Tresch | Lise-Marie Morerod    |
| Combinata       | Walter Tresch | Bernadette Zurbriggen |